# Gerdago
Gerdago, auch Gerda Gottschlich, Gerda Irro oder Gerda Iro, gebürtig Gerda Gottstein (* 28. August 1906 in Wien; † 20. Jänner 2004 in Wien) war eine österreichische Kostümbildnerin für Film und Theater sowie Bildhauerin des Art déco. Sie zählte über Jahrzehnte zu den erfolgreichsten Kostümbildnerinnen des Landes.

## Leben

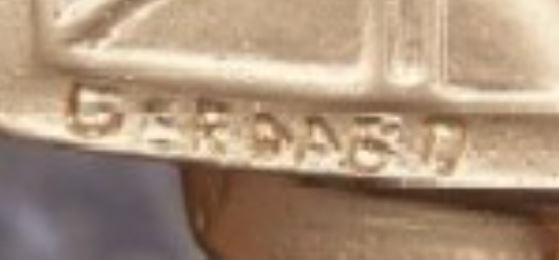
Signatur Gerdago.

Gottstein wuchs in bürgerlichen Verhältnissen in Wien-Döbling auf. Nach dem Besuch der Wiener Kunstschule arbeitete sie als Stoffmalerin für die Wiener Staatsoper unter dem damaligen Ausstattungschef Alfred Roller. Anschließend ließ sie sich 1927 in Berlin und 1928/29 in Paris künstlerisch weiterbilden und arbeitete als Assistentin des Architekten Oskar Strnad.  
In der Zeit von 1925 und 1930 formgestaltete Gottstein zahlreiche Statuetten im Stil des Art déco. Ihre Figuren in vornehmlich dramatischen Haltungen tragen futuristische Kostüme mit oftmals exzentrischer Kopfbedeckung und sind meist mit bunter, kaltlackierter Emaille verziert und reich vergoldet. Die Wiener Gießerei Artur Rubinstein fertigte die mit Gerdago signierten Objekte nach Gottsteins Zeichnungen und Entwürfen.
1931 bis 1934 beschäftigte sie sich mit Ausstattung von Revuen. Für die Bühne „Femina“ entwarf sie die Kleider. Hier wurde sie von dem Regisseur Willi Forst entdeckt, der sie für seine frühen Inszenierungen als Kostümbildnerin engagierte. Sie erwies sich als Spezialistin für aufwändige Historienfilme wie die Schubert-Biografie Leise flehen meine Lieder oder den Operettenfilm Maskerade, für den sie Paula Wessely in ihrem Filmdebüt ein verführerisches Kleid schneiderte, welches Wessely auf den Leib geklebt werden musste.
Der Anschluss Österreichs 1938 schränkte die Entfaltungsmöglichkeiten der Jüdin Gerda Iro-Gottstein 1938 „aus rassischen Gründen“ stark ein; nur ihre Eheschließung mit einem Nichtjuden bewahrte sie vor Schlimmerem. Ihre Eltern hingegen wurden in das KZ Theresienstadt deportiert, wo ihr Vater Karl Gottstein am 11. Januar 1943 verstarb. Gerdas Mutter Ilse Margot Gottstein wurde am 15. Mai 1944 ins KZ Auschwitz deportiert, wo sie ihr Leben in der Gaskammer verlor.
Nach dem Zweiten Weltkrieg konnte sie am Wiener Bürgertheater ihren Beruf wieder ausüben, ab 1947 auch beim österreichischen Nachkriegsfilm. Mit ihren Entwürfen von prachtvollen, immer perfekt sitzenden Kleidern und Uniformen hatte sie an den größten Erfolgen dieser Zeit wie der Sissi-Trilogie großen Anteil. Zu den aufwendigsten Ausstattungen dieser Zeit zählte der Film Maria Theresia von 1951, für den Gerdago eingehend historische Modelle studierte. 
Von 1955 bis 1980 betreute Gerdago, die persönlich stets im Hintergrund blieb, als Kostümbildnerin alle Operettenaufführungen am Wiener Raimundtheater. Auch für die Wiener Eisrevue, das Theater in der Josefstadt sowie dem Kabarett Simpl schuf sie Kostüme. Ihre letzte Arbeit war 1986 Franz Antels misslungene Verfilmung des Lebens von Johann Strauß.
Nach ihrem Tod im 98. Lebensjahr im Jänner 2004 wurde sie auf dem Döblinger Friedhof in Wien bestattet.

## Filmografie (Auswahl)
- 1933: Leise flehen meine Lieder
- 1933: Csibi, der Fratz
- 1934: Maskerade
- 1934: Salto in die Seligkeit
- 1935: Episode
- 1935: …nur ein Komödiant
- 1935: Mazurka
- 1935: Katharina die Letzte
- 1936: Die Julika (Ernte)
- 1936: Burgtheater
- 1936: Manja Valewska
- 1936: Silhouetten
- 1937: Zauber der Bohème
- 1940: Sieben Jahre Pech (ungenannt)
- 1947: Das unsterbliche Antlitz
- 1947: Hin und her
- 1948: Fregola
- 1948: Der Herr Kanzleirat
- 1949: Märchen vom Glück
- 1951: Der alte Sünder
- 1951: Maria Theresia
- 1951: Hallo Dienstmann
- 1952: Saison in Salzburg
- 1952: Du bist die Rose vom Wörthersee
- 1952: Der Obersteiger
- 1952: Hannerl
- 1953: Die Perle von Tokay
- 1953: Kaiserwalzer
- 1953: Hab’ ich nur Deine Liebe
- 1953: Du bist die Welt für mich
- 1954: Der erste Kuß
- 1954: König der Manege
- 1954: Und der Himmel lacht dazu (Bruder Martin)
- 1954: Mädchenjahre einer Königin
- 1955: Du bist die Richtige
- 1955: Spionage
- 1955: Ihr erstes Rendezvous
- 1955: Das Mädchen vom Pfarrhof
- 1955: Die Deutschmeister
- 1955: Sissi
- 1955: Der Kongreß tanzt
- 1955: Symphonie in Gold
- 1956: Lumpazivagabundus
- 1956: Rosmarie kommt aus Wildwest
- 1956: Roter Mohn
- 1956: Opernball
- 1956: Sissi – Die junge Kaiserin
- 1957: Das Glück liegt auf der Straße
- 1957: Sissi – Schicksalsjahre einer Kaiserin
- 1957: Vier Mädels aus der Wachau
- 1957: Gefährdete Mädchen
- 1958: Der Page vom Palast-Hotel
- 1958: Liebe, Mädchen und Soldaten
- 1958: Das Dreimäderlhaus
- 1958: Skandal um Dodo
- 1959: Ich bin kein Casanova
- 1959: Traumrevue
- 1959: Ich heirate Herrn Direktor
- 1959: Alt Heidelberg
- 1959: Wenn das mein großer Bruder wüßte
- 1960: Kriminaltango
- 1960: Meine Nichte tut das nicht
- 1960: Mit Himbeergeist geht alles besser
- 1960: Im weißen Rößl
- 1961: Kauf Dir einen bunten Luftballon
- 1961: Ein Stern fällt vom Himmel
- 1961: Die Abenteuer des Grafen Bobby
- 1961: Junge Leute brauchen Liebe
- 1962: Lulu
- 1962: Romanze in Venedig
- 1962: Waldrausch
- 1962: Mariandls Heimkehr
- 1963: Die lustigen Vagabunden (Das haben die Mädchen gern)
- 1963: Unsere tollen Nichten
- 1963: Sing, aber spiel nicht mit mir
- 1963: Der Unsichtbare
- 1964: Unsere tollen Tanten in der Südsee
- 1964: Die große Kür
- 1965: Lumpazivagabundus
- 1965: Die Liebesquelle
- 1965: Der Kongreß amüsiert sich
- 1967: Das große Glück
- 1967: Die Wirtin von der Lahn
- 1968: Frau Wirtin hat auch einen Grafen
- 1969: Frau Wirtin bläst auch gern Trompete
- 1970: Frau Wirtin treibt es jetzt noch toller
- 1972: Frau Wirtins tolle Töchterlein
- 1986: Johann Strauß – Der König ohne Krone